# مینامی‌آشیگارا، کاناگاوا
می‌نامی‌آشیگارا (به ژاپنی: 南足柄市) در Kanagawa Prefecture در کشور Japan  واقع شده‌است که دارای جمعیت ۴۴٬۱۹۰ نفر و مساحت ۷۶٫۹۳ Square kilometre با تراکم جمعیت ۵۷۴ نفر در هر Square kilometre است.